# 마위트주
마위트주(아랍어: المحويت)는 예멘 서부 내륙 지방에 위치한 주로, 주도는 마위트이며 인구는 494,557명(2004년 기준), 면적은 2,452km2이다.